# Миллет (газета)
Милле́т (крым. Millet, Миллет, ملت‎, в переводе «Нация») — ежедневная газета, издававшаяся в Симферополе в 1917—1920 годах в качестве органа Временного крымско-мусульманского исполнительного комитета, позднее Особой комиссии о вакуфах на крымскотатарском языке с арабской графикой (на русском выпускалась газета «Голос татар»).

## История

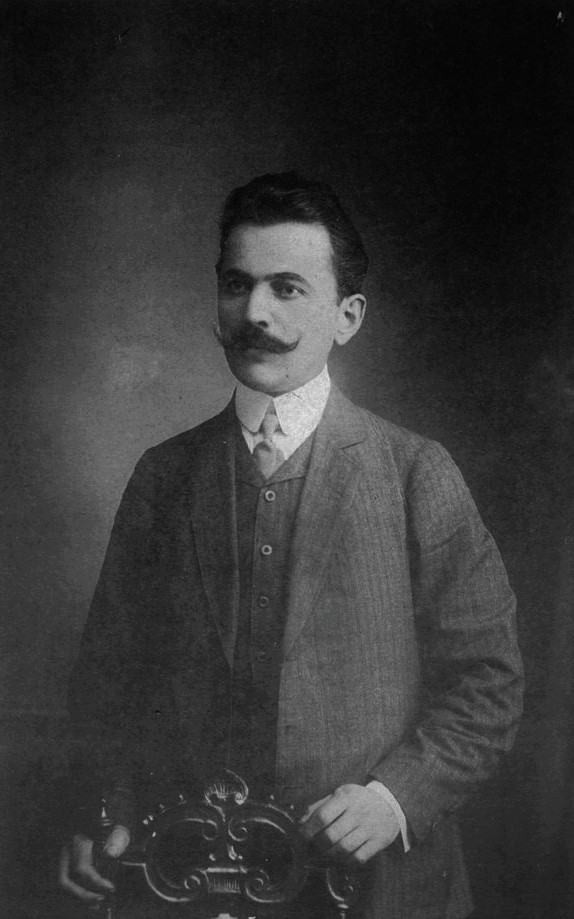
Асан Сабри Айвазов

Газету с аналогичным названием начал издавать в 1906 году И. Гаспринский как орган мусульманской фракции Государственной Думы Российской империи. В других тюркоязычных странах это также популярное название для периодических изданий.
Газета была основана в июне 1917 года в Симферополе, являясь ежедневной, выпускаемой на крымскотатарском языке Временным Крымско-Мусульманским исполнительным Комитетом (на русском выпускалась газета «Голос татар»).
Многие сотрудники газеты до этого прошли репортёрскую школу в издании И. Гаспринского «Терджиман».
Первый номер газеты был издан под редакторством А. С. Айвазова. События гражданской войны часто меняли ход общественно-политических событий в Крыму. Разгромленный большевиками в феврале 1918 года крымскотатарский национальный парламент вынужден был уйти в подполье, откуда вышел в апреле 1918 года с германской оккупацией полуострова, причём при отступлении большевиков на Южном берегу Крыма крымские татары подняли вооруженное восстание, в ходе которого в Алуште было задержано и расстреляно правительство (СНК) Социалистической советской республики Тавриды А. И. Слуцкого. При власти прогерманского Крымского краевого правительства, а далее Второго Крымского краевого правительства газета под руководством Айвазова выходила до июля 1919 года. В общей сложности им было издано более 400 номеров газеты.
С сентября 1919 года издание возглавил Осман Мурасов (1882—1926), фольклорист, археолог, теолог и политик. Газета временами выходила ежедневно на двух полосах (две страницы) с дозволения военной цензуры ВСЮР. Издателем уже числилась Особая комиссия о вакуфах. В этот весьма сложный период «Миллет» смогла продержаться до марта 1920 года. Османом Мурасовым было издано около 80 номеров. Временное редактирование газеты в разные периоды осуществляли Дж. Сейдамет, А. Озенбашлы и А. Лятиф-заде. Всего было выпущено около 500 номеров.
Первоначально редакция издания находилась по Театральному переулку (ныне ул. Героев Аджимушкая) в одном помещении с редакцией газеты «Голос татар». С сентября 1918 года коллектив издательства газеты переехал в здание Крымскотатарской Директории по ул. Кантарной (Чехова), 20. Печатался «Миллет» в собственной типографии по адресу: ул. Дворянская, 5.
При занятии Крыма войсками ВСЮР 9 августа 1919 года по старому стилю генерал Н. Н. Шиллинг издал приказ о роспуске крымскотатарской Директории и восстановлении Таврического магометанского духовного правления. 12 августа приказ был вручен председателю Сеитджелилю Хаттатову, он в тот же день ответил меморандумом об «унизительности» такого решения для крымскотатарского народа, но подчинился.
23 августа 1919 года здание Директории было занято войсками, прошли обыски и аресты. Под стражей вскоре оказалась все крымскотатарские лидеры: С. Хаттатов, А. Озенбашлы, Халил Чапчакчи, Абляким Хильми. Их обвиняли одновременно в сепаратизме (желании возродить Крымское ханство), союзе с Турцией и сотрудничестве с большевиками. Газета «Миллет» была закрыта, а после возобновления выпуска перешла под контроль татар-традиционалистов. Партия Милли Фирка перешла в подполье, а в народе усилились симпатии к большевикам.
После победы Красной армии и эвакуации Русской армии Врангеля уже 25 ноября 1920 года члены Центрального комитета «Милли фирка» обратились в Крымревком с запиской, в которой признавали Советскую Россию «первым и естественным другом и союзником угнетённого мусульманства», оговаривая при этом, что «быт, особенности и традиции мусульман» несовместимы с «диктатурой пролетариата». В этой записке партия предлагала легализовать «Милли фирка», передать в её ведение крымскотатарские религиозные и просветительские дела, а также вакуфы и, в том числе, разрешить издавать газету «Миллет». Крымревком передал записку «Милли фирка» в областной комитет ВКП(б), который 30 ноября 1920 года вынес резолюцию об отказе от соглашения с Милли Фирка. Возобновление издания не состоялось.

## Роль газеты
Газета «Миллет» была официальным органом Временного крымско-мусульманского исполнительного комитета. Идеологически она была проводником основной линии партии Милли Фирка. Представители левого крыла Милли Фирка, образовавшие группу «Азынлыкъ», 30 июня 1917 года выпустили в свет первый номер газеты «Къырым оджагъы» («Крымский очаг»). «Миллет» отразила практически весь спектр событий, развернувшихся на полуострове с 1917 года. Работа крымскотатарского национального правительства и парламента, культурная и просвещенческая жизнь, литературные будни, национальная наука — всё это и многое другое составляло содержание газеты «Миллет». В сферу интересов газеты также попало положение семьи Романовых после революции. Публицистический талант молодого поколения крымскотатарской интеллигенции Абибуллы Одабаш, Джафера Сейдамета, Асана Сабри Айвазова, Аблякима Ильмий, Мидата Рефатова, Джемиля Керменчикли, Амета Озенбашлы, Османа Акчокраклы и многих других в полной мере был раскрыт в публикациях газеты «Миллет».
Дискуссии о крымскотатарском литературном языке, оценка военных действий на фронтах и исторических событий в Крыму, развитие национально-культурного процесса, освещение шагов национального правительства сделали газету ценным источником по новейшей истории Крыма. Изучение первоисточников долгое время затруднялось для широкого круга историков использованием арабской графики. Учёным-филологом Таиром Киримовым осуществлена транслитерация с арабской графики на латиницу текстов публикаций газеты «Миллет», они изданы отдельной книгой. В 2013 году в фонды Крымскотатарской библиотеки им. И. Гаспринского из фондов Российской государственной библиотеки поступила электронная версия подписки крымскотатарской газеты «Миллет» («Нация») за 1917—1918 годы.